# Khaled (chanteur)
Pour les articles homonymes, voir Khaled.
Khaled Hadj Ibrahim (en arabe : خالد حاج ابراهيم), dit Khaled et anciennement Cheb Khaled, né le 29 février 1960 à Oran, est un chanteur de raï, auteur-compositeur-interprète et multi-instrumentiste algérien. Il commence à enregistrer au début de son adolescence sous le nom de Cheb Khaled et devient dans les années 1990 l'un des chanteurs algériens les plus célèbres grâce à des titres comme Didi, Aïcha et C'est la vie.

## Biographie

### Vie privée
Ses parents habitaient le quartier Eckmühl à Oran. Le chanteur de raï Cheikh Fethi était son ami d'enfance. Il a été influencé par les chanteurs Ahmed Wahby et Blaoui Houari, mais aussi par Abdelkader El-Khaldi et Mestfa Ben Brahim.
Il vient en France en 1986 dans le but d'échapper au service militaire obligatoire en Algérie[réf. nécessaire]. Il y rencontre Karima Benkaina, d’origine marocaine, avec qui il a un fils, né en juin 1995, qu’il refuse de reconnaître. Le 7 mai 2001, Khaled, qui a quitté Karima avant la naissance de l’enfant, est reconnu coupable d’« abandon de famille » et condamné par le tribunal correctionnel de Nanterre à deux mois de prison avec sursis,.
Marié depuis 1994 à une franco-algérienne (Samira Diabi), Khaled réside pendant des années en France. En 1997, son épouse dépose plainte contre lui pour violences conjugales, avant de se rétracter,. En 2000, il s'installe au Luxembourg avec Samira et leurs trois filles ; le couple a ensuite une autre fille et un fils né en 2012.
En 2013, le roi du Maroc lui offre la nationalité marocaine du fait de leur amitié,,. Selon lui et sa femme, il ne l'a pas demandé, mais l’a accepté parce qu'il sentait qu'il ne pouvait pas refuser.

### Carrière

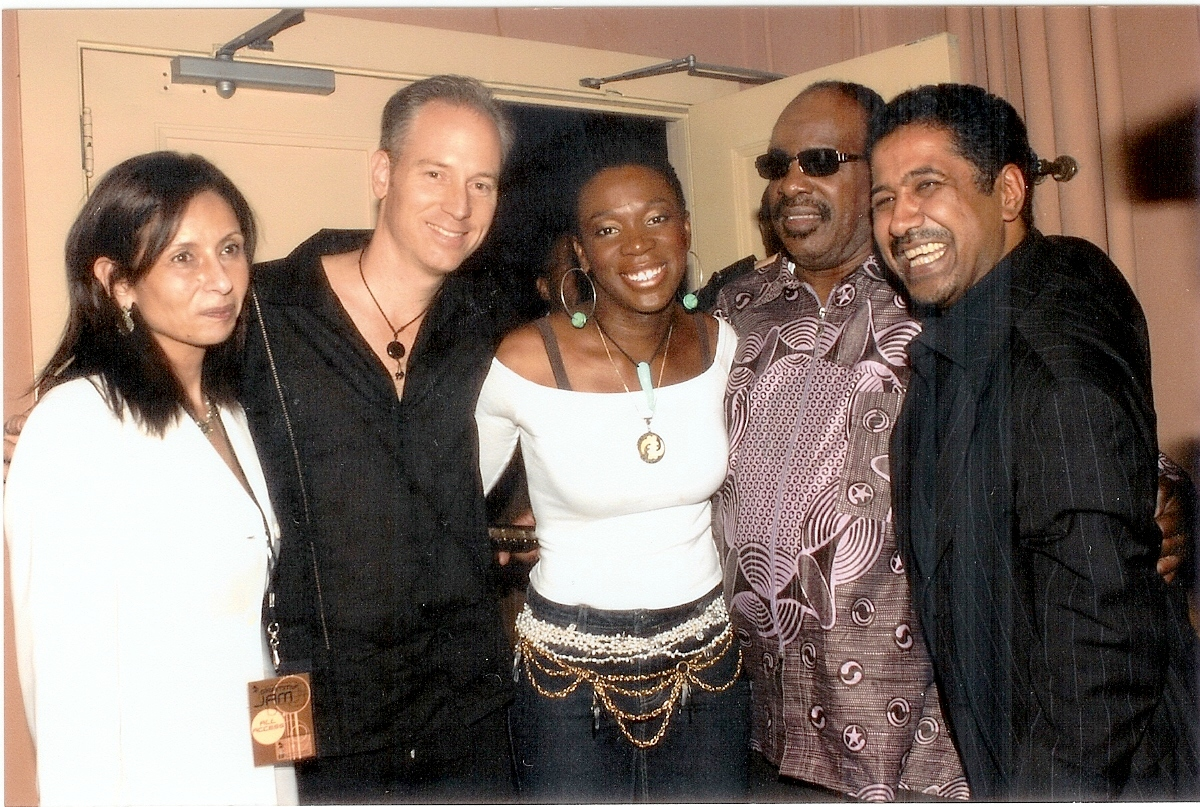
Khaled et Stevie Wonder à sa droite en 2007.

Khaled est surnommé « Cheb » au Festival d'Oran en 1985, dont il gagne le premier prix. En 1986, il rencontre le compositeur algérien Safy Boutella avec lequel il produit et compose l’album Kutché qui va lancer le raï à l’international. L'album sera classé parmi les 100 meilleurs albums du siècle (44e place) par Le Monde et la Fnac.
Grâce à lui, la musique raï a connu de nombreux changements par l'intégration d'instruments occidentaux tels que la guitare, la basse, le synthétiseur et le saxophone. En 1986, il rencontre Djilali Ourak et Marc Céda, qui font appel à Jess-Jemel Dif, ex-batteur fondateur du groupe Carte de Séjour, pour faire signer Khaled chez Universal.
En 1992 paraît le titre Didi, qui connaît un grand succès au Maghreb ainsi qu'en France.
En 1993 sort l'album N'ssi, N'ssi. En 1994, Khaled reçoit le César de la meilleure musique de film pour Un, deux, trois, soleil de Bertrand Blier. En juillet, il est invité par le Festival Paris quartier d'été à chanter à l'Opéra Garnier.
En 1996, il enregistre l'album Sahra, qui contient deux collaborations avec Jean-Jacques Goldman, dont le tube Aïcha. La même année, il chante en duo avec Mylène Farmer La poupée qui fait non sur scène lors de certaines dates du Tour 96 de la chanteuse.
En 1997, il joue dans le film 100% Arabica réalisé par Mahmoud Zemmouri avec Cheb Mami.
L'album Hafla sort en 1998.

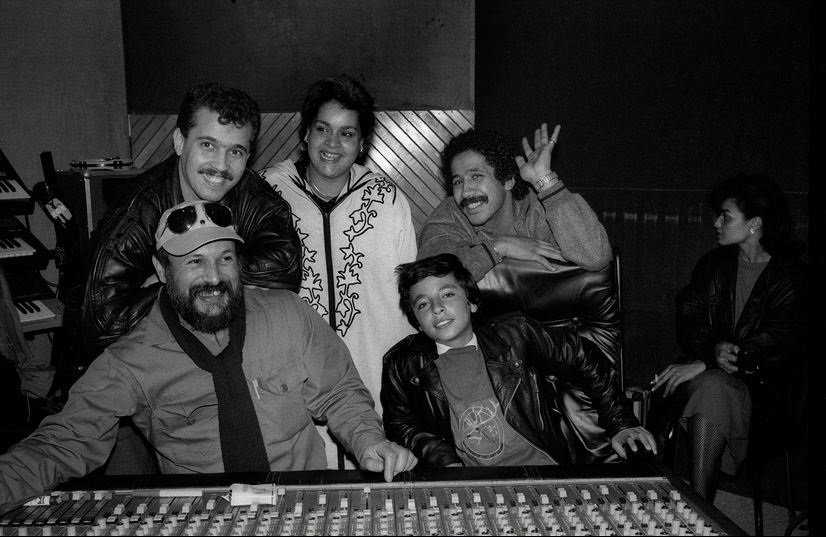
Khaled, Rachid Baba Ahmed, Cheb Anouar, Sahraoui et Fadela étaient réunis dans un studio à Tlemcen en 1984.

Le 26 septembre 1998 à Bercy, il sort l'album 1, 2, 3 Soleils avec Rachid Taha et Faudel, pour lequel ils recevront un World Music Award.
Après l'album Kenza (du prénom de sa fille) en 1999, il apparaît en 2001 dans le film Art’n Acte Production de Farid Dms Debah.
En 2002, il participe au concert Time for Life au Colisée de Rome en compagnie notamment de Noa, Ray Charles, Nicolas Piovani et Mercedes Sosa pour promouvoir la paix dans le monde.
Le 16 octobre 2003, Khaled est nommé Ambassadeur de bonne volonté de l’Organisation des Nations Unies pour l'alimentation et l'agriculture.
En 2004, il participe au CD Agir Réagir en faveur des sinistrés du tremblement de terre qui a secoué la région d'Al Hoceima, au Maroc le 24 février. La même année, il sort l'album Ya Rayi.
En 2006, il chante en duo avec Cameron Cartio sur le titre Henna, avec Carlos Santana sur Love to the people et avec Diane Haddad sur Mas & Louly. En 2007, il chante en duo avec Melissa M le titre Benthi.
En 2009, pour marquer l'arrivée de la soirée Raï’n’B Fever 2009, avec le groupe Magic System, il chante Même pas fatigué. La même année, il sort un nouvel album Liberté.
Le 11 juin 2010, il participe à la cérémonie d'ouverture de la Coupe du monde de football en Afrique du Sud, où il chante Didi[source secondaire souhaitée].
Il participe au festival Mawazine de Rabat le 21 mai 2012[source secondaire souhaitée].
En 2012, il enregistre et sort l'album C'est la vie dont 9 titres sont produits par RedOne, dont la chanson éponyme.
En 2013, il reçoit un Murex d'or[source secondaire souhaitée].
Le 19 août 2022, Khaled sort son huitième album intitulé Cheb Khaled en indépendant, dix ans après son dernier album, mais surtout trente ans après son premier album Khaled, sorti en 1992.
Cet album est porté par son tout premier morceau écrit Trigue Lycée remixé par le français DJ Snake[source secondaire souhaitée].

## Affaires judiciaires

### Conduite en état d'ivresse

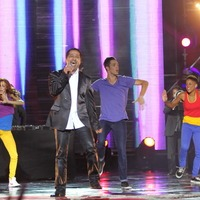
Khaled en 2012

Le 30 octobre 1994, Khaled est arrêté et contrôlé par la police française pour conduite en état d'ivresse (1,80 g d'alcool par litre de sang). Il avait déjà été arrêté en France en 1993 pour le même motif. En janvier 1995, Khaled a été condamné par le tribunal correctionnel français de Créteil à 15 jours de prison ferme, et révocation du permis de conduire, comme le rapporte le journal français l'Humanité.

### Accusation de Plagiat
Il est dans un premier temps condamné le 3 avril 2015 par le tribunal de grande instance de Paris pour avoir plagié la musique d'un auteur algérien, Cheb Rabah, pour la composition de son tube Didi. Cependant, Cheb Khaled gagne en appel, après avoir prouvé qu'il avait, sur cassette audio, une composition antérieure à la chanson de Cheb Rabah.

### Désertion familiale
Khaled a un fils illégitime avec lequel il n'a aucun contact. Avant sa comparution devant le tribunal en 2001, il a nié être le père de l'enfant, continuant à affirmer qu'il avait été « trompé ». Le 7 mai 2001, Khaled a été condamné par le tribunal correctionnel de Nanterre à deux mois de prison avec sursis pour « désertion familiale ».Son déménagement au Luxembourg en 2008, où il réside depuis, aurait été motivé par ces accusations.

## Discographie

### Albums
- 1974 : Trig lycee
- 1978 : Nenssa Souad
- Plusieurs albums sortis en Algérie dans les années 1980[16]
- 1983 : Der Ghalta
- 1985 : Khoude K'rak
- 1987 : Ya Taleb
- 1988 : Kutché (avec Safy Boutella)[17]
- 1992 : Khaled
- 1993 : N'ssi N'ssi
- 1996 : Sahra
- 1998 : Hafla
- 1998 : 1, 2, 3 Soleils (album live avec Faudel et Rachid Taha)
- 1999 : Kenza
- 2001 : El Lil Ou Nour
- 2004 : Ya-Rayi
- 2009 : Liberté
- 2012 : C'est la vie
- 2022 : Khaled

### Singles
- 1992 : Didi
- 1992 : Ne m'en voulez pas
- 1993 : Serbi Serbi
- 1993 : Chebba
- 1994 : N'ssi N'ssi
- 1995 : Bakhta
- 1996 : Aïcha
- 1997 : Le jour viendra
- 1997 : Ouelli El Darek
- 1997 : Lillah
- 1997 : La Poupée qui fait non (avec Mylène Farmer)
- 1999 : C'est la nuit
- 2000 : El Harba Wine
- 2004 : Ya-Rayi
- 2004 : Zine Zina
- 2006 : Ya Dzayer
- 2006 : El Babour
- 2007 : Benthi (avec Melissa M)
- 2007 : Ya Moul Kar
- 2009 : Même pas fatigué (avec Magic System)
- 2012 : Hiya Hiya (avec Pitbull)
- 2012 : C'est la vie
- 2016 : Wahda Be Wahda
- 2020 : Delali (feat Gashi)
- 2022 : Trig Lycée (feat DJ Snake)

| Année | Single                                                   | Meilleures positions | Meilleures positions | Meilleures positions | Meilleures positions | Meilleures positions | Meilleures positions | Meilleures positions | Album                                                                                          |
| Année | Single                                                   | BE (Nl)              | BE (Fr)              | FR                   | DE                   | NL                   | SWE                  | CH                   | Album                                                                                          |
| ----- | -------------------------------------------------------- | -------------------- | -------------------- | -------------------- | -------------------- | -------------------- | -------------------- | -------------------- | ---------------------------------------------------------------------------------------------- |
| 1988  | "Chebba" / "Baroud" (Cheb Khaled & Safy Boutella)        | —                    | —                    | —                    | —                    | —                    | —                    | —                    | Kutché                                                                                         |
| 1988  | "Le Camel" (Cheb Khaled & Safy Boutella)                 | —                    | —                    | —                    | —                    | —                    | —                    | —                    | Kutché                                                                                         |
| 1992  | "Didi"                                                   | 50                   | —                    | 9                    | —                    | 29                   | —                    | 30                   | Khaled                                                                                         |
| 1992  | "Ne m'en voulez pas"                                     | —                    | —                    | —                    | —                    | —                    | —                    | —                    | Khaled                                                                                         |
| 1992  | "Mauvais sang"                                           | —                    | —                    | —                    | —                    | —                    | —                    | —                    | Khaled                                                                                         |
| 1993  | "Serbi Serbi"                                            | —                    | —                    | 50                   | —                    | —                    | —                    | —                    | N’ssi N’ssi                                                                                    |
| 1993  | "Chebba"                                                 | —                    | —                    | —                    | —                    | —                    | —                    | —                    | N’ssi N’ssi                                                                                    |
| 1994  | "N'ssi N'ssi"                                            | —                    | —                    | —                    | —                    | —                    | —                    | —                    | N’ssi N’ssi                                                                                    |
| 1995  | "Bakhta"                                                 | —                    | —                    | —                    | —                    | —                    | —                    | —                    | N’ssi N’ssi                                                                                    |
| 1996  | "Aïcha"                                                  | 25                   | 1                    | 1                    | 33                   | 14                   | —                    | 11                   | Sahra                                                                                          |
| 1997  | "Ouelli El Darek"                                        | —                    | —                    | 23                   | —                    | —                    | —                    | —                    | Sahra                                                                                          |
| 1997  | "La poupée qui fait non (live)" (Mylène Farmer & Khaled) | —                    | 5                    | 6                    | —                    | —                    | —                    | —                    | album de Mylène Farmer Live à Bercy                                                            |
| 1997  | "Le jour viendra"                                        | —                    | 12                   | 24                   | —                    | —                    | —                    | —                    | Sahra                                                                                          |
| 1997  | "Lillah"                                                 | —                    | —                    | —                    | —                    | —                    | —                    | —                    | Sahra                                                                                          |
| 1998  | "Abdel Kader (Live à Bercy)" (Taha / Khaled / Faudel)    | —                    | 36                   | 6                    | —                    | —                    | —                    | —                    | album 1, 2, 3 Soleils par Taha / Khaled / Faudel Original par Khaled sur son album N'ssi N'ssi |
| 1999  | "Comme d'habitude" (Taha / Khaled / Faudel)              | —                    | 40                   | 40                   | —                    | —                    | —                    | —                    | album 1, 2, 3 Soleils par Taha / Khaled / Faudel                                               |
| 1999  | "C'est la nuit"                                          | —                    | 35                   | 29                   | —                    | —                    | —                    | —                    | Kenza                                                                                          |
| 2000  | "El harba wine (en)" (feat. Amar (en))                   | —                    | —                    | 20                   | —                    | —                    | —                    | —                    | Kenza                                                                                          |
| 2000  | "Les ennemis (el Aâdyene)" (Khaled vs. Fonky Family)     | —                    | —                    | 63                   | —                    | —                    | —                    | —                    | sorti seulement en single                                                                      |
| 2001  | "Wana wana"                                              | —                    | —                    | 97                   | —                    | —                    | —                    | —                    | sorti seulement en single                                                                      |
| 2004  | "Ya-Rayi"                                                | —                    | —                    | —                    | —                    | —                    | —                    | —                    | Ya-Rayi                                                                                        |
| 2004  | "Zine Zina"                                              | —                    | —                    | —                    | —                    | —                    | —                    | —                    | Ya-Rayi                                                                                        |
| 2007  | "La terre a tremblé"                                     | —                    | —                    | —                    | —                    | —                    | —                    | —                    | Best Of Khaled                                                                                 |
| 2009  | "Même pas fatigué !!!" (Magic System & Khaled)           | —                    | 10                   | 1                    | —                    | —                    | —                    | 49                   | titre pas sorti en album                                                                       |
| 2009  | "Papa" (reprise de Blaoui Houari)                        | —                    | —                    | —                    | —                    | —                    | —                    | —                    | Liberté                                                                                        |
| 2012  | "C'est la vie"                                           | 5                    | 5                    | 4                    | —                    | 92                   | 34                   | 33                   | C'est La Vie                                                                                   |
| 2012  | "Hya hya" (feat. Pitbull)                                | —                    | —                    | —                    | —                    | —                    | —                    | —                    | C'est La Vie                                                                                   |
| 2012  | "Dima Labess" (featuring Mazagan)                        | —                    | —                    | —                    | —                    | —                    | —                    | —                    | C'est La Vie                                                                                   |

Collaborations (seuls figurent les titres classés)
| Année | Single                                | Charts  | Charts  | Charts | Charts | Charts | Charts | Certification | Album                              |
| Année | Single                                | BE (Vl) | BE (Fr) | FR     | NL     | CH     |        | Certification | Album                              |
| ----- | ------------------------------------- | ------- | ------- | ------ | ------ | ------ | ------ | ------------- | ---------------------------------- |
| 2006  | "Henna" (Cameron Cartio feat. Khaled) | —       | —       | —      | 86     | 9      | —      |               | Album de Cameron Cartio Borderless |

### Compilations
- 1991 : Le Meilleur de Cheb Khaled - vol 1
- 1992 : Le Meilleur de Cheb Khaled - vol 2
- 2007 : Best Of
- 2009 : Rebel of Raï – The Early Years

### Participations
| Année | Titre                                                        | Artiste                                                  | Album                               |
| ----- | ------------------------------------------------------------ | -------------------------------------------------------- | ----------------------------------- |
| 1990  | "Be Not Afraid"                                              | The Blow Monkeys                                         | Springtime for the World            |
| 1992  | "Amdyaz"                                                     | Hector Zazou                                             | Sahara Blue                         |
| 1995  | "Revolution, Revolutions" "ElDorado" (hymne officiel UNESCO) | Jean Michel Jarre                                        | Concert pour la tolérance           |
| 1995  | "Didi" (avec Johnny Clegg)                                   | Divers                                                   | Duos Taratata                       |
| 1995  | "Kebou" "N'ssi N'ssi" "Chebba"                               | Various Artists                                          | Going Global Series Voila           |
| 1995  | "Numb (Gimme Some More Dignity mix)"                         | U2                                                       | Melon: Remixes for Propaganda       |
| 1997  | "La Poupée qui fait non"                                     | Mylène Farmer                                            | Live à Bercy                        |
| 1997  | "Chanson du hérisson"                                        | Divers                                                   | Émilie Jolie                        |
| 1997  | "Mâardi"                                                     | Divers                                                   | Sol En Si (Solidarité Enfants Sida) |
| 1998  | "Ensemble (Understand)" "Crimes"                             | Alan Stivell                                             | 1 Douar                             |
| 1998  | "Oasis de los Dioses"                                        | Ketama                                                   | Konfusion                           |
| 1999  | "Bladi"                                                      | Freeman (feat. K-Rhyme Le Roi & Khaled)                  | L'palais de justice                 |
| 1999  | "¡Oh Madre!"                                                 | Tekameli                                                 | Ida y Vuelta                        |
| 1999  | "Albey"                                                      | Amr Diab                                                 | Amarain                             |
| 2000  | "L'aziza"                                                    | Divers                                                   | Balavoine Hommages ...              |
| 2000  | "Time for a Change"                                          | Divers (The Rapsody feat. MC Lyte & DaNaCeE & Khaled)    | The Rapsody                         |
| 2000  | "Emmenez-moi"                                                | Les Enfoirés                                             | XXe siècle                          |
| 2000  | "Le rêve de mon père"                                        | Kertra                                                   | Labyrinthe                          |
| 2001  | "Aich Rebel Sun"                                             | Divers                                                   | Big Men, Raï Meets Raggae           |
| 2002  | Ojos de la Alhambra                                          | Vicente Amigo                                            | Ciudad de los Ideas                 |
| 2002  | "Saludo A Chango"                                            | Compay Segundo                                           | Duets                               |
| 2004  | "Agir Réagir"                                                | Divers                                                   | Agir Réagir                         |
| 2004  | "Retour aux sources"                                         | Kore & Skalp                                             | Raï'n'B Fever                       |
| 2004  | "L'enfant du pays"                                           | Rim'K                                                    | L'enfant du pays                    |
| 2004  | "Dance with me"                                              | Enzo Avitabile & Bottari                                 | Save the World                      |
| 2005  | "Henna"                                                      | Cameron Cartio                                           | Borderless                          |
| 2006  | "Mas and Louly"                                              | Diana Haddad                                             | Diana 2006                          |
| 2006  | "Face à la mer" (enregistré en 1992)                         | Les Négresses Vertes                                     | À l'affiche (Best of),              |
| 2006  | "El Marsem"                                                  | Enrique Morente                                          | Morente sueña la Alhambra (DVD)     |
| 2007  | "Benthi"                                                     | Mélissa                                                  | Taxi 4                              |
| 2007  | "Bilovengo" "Erjaii ya alf leila"                            | Bratsch                                                  | Plein du monde                      |
| 2007  | "Salam"                                                      | Andy                                                     | Airport                             |
| 2009  | Avec le sourire                                              | Bisso Na Bisso                                           | Africa                              |
| 2010  | "Citizens of the World"                                      | Flying Machines, King Sunny Adé, Kailash Kher, Cheng Lin | Citizens of the World               |
| 2018  | "Mirage"                                                     | Soolking                                                 | Fruit du démon                      |
| 2019  | "Maghreb Gang"                                               | Farid Bang, French Montana                               | Genkidama                           |

### Musiques de films
| Année | Titre                                                                 | Film                                                                                                   |
| ----- | --------------------------------------------------------------------- | --- |
| 1993  | "Ragda" "Mauvais Sang" "Kebou" "Les ailes" "Alech Taadi" "Bakhta"     | Un, deux, trois, soleil                                                                                |
| 1993  | "Didi"                                                                | Journal intime (Caro diario)                                                                           |
| 1995  | "Didi"                                                                | L'Âge des possibles                                                                                    |
| 1995  | "Didi"                                                                | High Way                                                                                               |
| 1995  | "Les Ailes"                                                           | Party Girl                                                                                             |
| 1997  | "Wahrane Wahrane" "Cameleons" (avec Cheb Mami)                        | 100% Arabica                                                                                           |
| 1997  | "Alech taadi"                                                         | Le Cinquième Élément (la chanson apparaît dans le film, mais pas dans le disque de la bande originale) |
| 1999  | "El Arbi"                                                             | Vila Madalena (soap opera)                                                                             |
| 2000  | "Wana wana aamel eih" "Dour biha ya chibani"                          | Origine contrôlée                                                                                      |
| 2002  | "Ragda"                                                               | La Vérité sur Charlie (The Truth About Charlie)                                                        |
| 2002  | "Minuit"                                                              | L'Homme de la Riviera (The Good Thief)                                                                 |
| 2004  |                                                                       | De l'autre côté                                                                                        |
| 2006  | "Ya Dzayer" "Mort de Messaoud" "Nostalgie" "Sur la tombe" "El Babour" | Indigènes                                                                                              |
| 2007  | "Benthi" (feat. Mélissa)                                              | Taxi 4                                                                                                 |
| 2012  | "Wahran Wahran"                                                       | The Dictator                                                                                           |

### Collaborations
- 1998 : 1, 2, 3 Soleils (avec Faudel et Rachid Taha)

## Récompenses

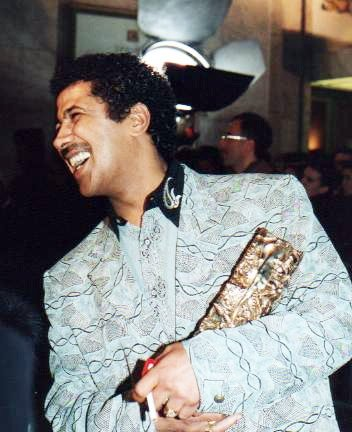
Khaled en 1994, à la 19e cérémonie des César.

- 1985 : Premier prix du Festival national de la chanson raï d'Oran
- 1994 : César de la meilleure musique originale pour le film Un, deux, trois, soleil[21]
- 1995 : Victoires de la musique (Artiste francophone de l'année[22]
- 1997 : Kora Awards (meilleur chanteur nord africain)[23]
- 1997 : Victoires de la musique (Chanson de l'année pour Aïcha)[24]
- 1999 : World Music Award pour 1, 2, 3 Soleils[25]
- 2012 : Kora Awards (meilleur chanteur nord africain)
- 2013 : Murex d'or
- 2013 : Rabab d’or prix d'honneur - Maroc Festival International Al Ansra de M'diq